# Ningizzida

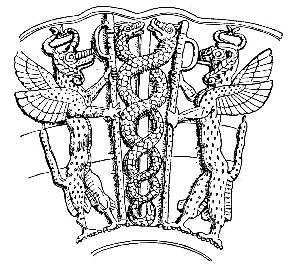
Deidad sumeria Ningizzida acompañada por dos grifones. Es la imagen más antigua de serpientes que se conoce 2000 a. C.

Ningishida,  Ningizzida o también Gizzida, era una deidad en la antigua Mesopotamia, a quien se conocía como el o la "Señor/a del árbol de la vida"; la cual acompañaba siempre a Dumuzi, custodiando ambos las Puertas del Cielo.

## Descripción
Descrita a veces como una serpiente con cabeza humana, esta deidad devino más tarde en el dios de la sanación y la magia. No se conoce el sexo de Ningizzida, pero en algunas representaciones se le ve con barba y dos serpientes que afloran de sus hombros, y en el mito de Enki y Ninhursag, a Dazimua le es permitido casarse con Ningizzida. Es el primer símbolo de serpientes gemelas del que se tiene conocimiento.

## Origen de la serpiente del Jardín del Edén
Debido a las características físicas que presenta Ningizzida, y al ser custodio del árbol de la vida, algunos eruditos postulan que Ningizzida podría estar relacionada con el relato de la serpiente del Jardín del Edén, quién entregó a Eva la fruta prohibida del "árbol de la ciencia del bien y del mal". Sin embargo, otros eruditos asocian el relato de la serpiente del Edén con la diosa Tiamat.

## Mito de Adapa y el viento del sur
También es mencionada esta deidad en el mito de Adapa y el viento del sur, cuando Adapa tiene que ir a ver a Anu, y Enki le instruye para que se vista de luto, y cuando llegue a las puertas del cielo diga a Dumuzi y Ningizzida que en su tierra se extrañan a algunos dioses; cuando ellos pregunten quienes eran esos dioses, Adapa debe contestar que Dumuzi y Ningizzida. Esto caería bien a las dos divinidades que custodiaban las puertas del cielo y por ende hablarían bien de Adapa a Anu.

## Enlaces
- Serpent Ningishida
- http://eldiccionariomitologico.blogspot.com/2017/10/ningishzida-ningishzida-viaja-al-irkalla.html

- Datos: Q1753026
- Multimedia: Ningishzida / Q1753026